# Greene (város, Maine)
Greene város az Amerikai Egyesült Államok Maine államában, Androscoggin megyében. Lakosainak száma 4376 fő (2020. április 1.).

## Népesség
A település népességének változása:

| 2010 | 4 350 |
| 2020 | 4 376 |